# Coupe d'Europe des nations de rugby à XIII 1979
Navigation
Édition précédente Édition suivante
La Coupe d'Europe des nations de rugby à XIII 1979 est la vingtième édition de la Coupe d'Europe des nations de rugby à XIII, elle se déroule du 4 février 1979 au 24 mars 1979, et oppose l'Angleterre, la France et le Pays de Galles. Ces trois nations composent le premier niveau européen.

## Les équipes

### France
| Nom                | Âge | Matchs (Ptsmarqués) pendant l'édition | Club               |
| ------------------ | --- | ------------------------------------- | ------------------ |
| Guy Alard          | 23  | 2 (0)                                 | Carcassonne        |
| Jean-Marc Bourret  | 21  | 1 (4)                                 | XIII Catalan       |
| Delphin Castanon   |     | 2 (0)                                 | Lézignan           |
| Henri Daniel       | 28  | 2 (0)                                 | Pia                |
| Jean-Marc Gonzales | 23  | 1 (3)                                 | Limoux             |
| Ivan Grésèque      | 25  | 0 (0)                                 | XIII Catalan       |
| Didier Hermet      | 29  | 2 (0)                                 | Villeneuve-sur-Lot |
| Guy Laforgue       | 20  | 1 (0)                                 | XIII Catalan       |
| Christian Laumond  | 23  | 2 (0)                                 | Villefranche       |
| Michel Maïque      | 30  | 2 (0)                                 | Lézignan           |
| André Malacamp     |     | 2 (0)                                 | Carcassonne        |
| José Moya          | 24  | 2 (4)                                 | Carcassonne        |
| Michel Naudo       | 23  | 1 (0)                                 | XIII Catalan       |
| Jean-Pierre Siré   |     | 1 (0)                                 | XIII Catalan       |
| Alain Touchagues   | 20  | 1 (6)                                 | XIII Catalan       |
| Francis Tranier    | 28  | 1 (3)                                 | Villefranche       |
| Éric Waligunda     | 23  | 2 (1)                                 | Lézignan           |
| Charles Zalduendo  | 26  | 2 (0)                                 | Toulouse           |

## Classement
| Classement |                |   |   |   |   |    |    |     |
|            | Équipe         | J | V | N | D | PP | PC | Pts |
| 1          | Angleterre     | 2 | 2 | 0 | 0 | 27 | 13 | 4   |
| 2          | France         | 2 | 1 | 0 | 1 | 21 | 20 | 2   |
| 3          | Pays de Galles | 2 | 0 | 0 | 2 | 15 | 30 | 0   |

| 4 février 1979 | France     | 15 - 8 | Pays de Galles | Stade de l'Egassiairal, Narbonne |
| 16 mars 1979   | Angleterre | 15 - 7 | Pays de Galles | Naughton Park, Widnes            |
| 24 mars 1979   | Angleterre | 12 - 6 | France         | Wilderspool Stadium, Warrington  |

### Rencontres

#### France - Pays de Galles
(mt : 7 - 8)
Points marqués : 
- France : 3 essais de Tranier (39e), Gonzales (57e) et Bourret (78e) ; 2 pénalités de Moya (12e et 22e) ; 2 drops de Bourret (50e) et Waligunda (60e).
- Pays de Galles : 1 essai de Rowe (8e) ; 1 transformation de Watkins (8e) ; 1 pénalité de Watkins (3e) ; 1 drop de Watkins (32e).

Évolution du score : 0-2, 0-7, 2-7, 4-7, 4-8, 7-8 (mi-temps), 8-8, 11-8, 12-8, 15-8. 
Arbitre :  Mick Naughton
Spectateurs : 13 728
Compositions des équipes
- France : Francis Tranier - Jean-Marc Gonzales, Christian Laumond, Jean-Marc Bourret, José Moya - Éric Waligunda (o), Guy Alard (m) - Henri Daniel, André Malacamp, Delphin Castanon, Didier Hermet, Charles Zalduendo, Michel Maïque - Guy Laforgue, Ivan Grésèque - Entraîneur : Louis Bonnery et Roger Garrigue
- Pays de Galles : Harold Box - Clive Sullivan, David Watkins, John Bevan, Brian Juliff - Bill Francis (o), Paul Woods (m) - Roy Mathias, Trevor Skerrett, Patrick Rowe, Mel James, Tommy Cunningham, Mick Murphy - Graeme Johns, John Risman - Entraîneur :

Ivan Grésèque n'est pas entré en jeu.
| Rang | Nation         | Points | Diff |
| ---- | -------------- | ------ | ---- |
| 1    | France         | 2      | + 7  |
| 2    | Angleterre     | 0      | 0    |
| 3    | Pays de Galles | 0      | - 7  |

#### Angleterre  - Pays de Galles
(mt : -)
Points marqués : 
- Angleterre :
- Pays de Galles :

Évolution du score : 
Arbitre : 
Spectateurs : 5 099
Compositions des équipes
- Angleterre :
- Pays de Galles :

| Rang | Nation         | Points | Diff |
| ---- | -------------- | ------ | ---- |
| 1    | Angleterre     | 2      | + 8  |
| 2    | France         | 2      | + 7  |
| 3    | Pays de Galles | 0      | - 15 |

#### Angleterre - France
(mt : 12 - 2)
Points marqués : 
- Angleterre : 2 essais d'Hugues (3e) et Martyn (14e) ; 2 transformations de Woods (3e et 14e) ; 1 pénalité de Woods (36e) .
- France : 3 pénalités de Touchagues (17e, 60e et 62e).

Évolution du score : 
Arbitre :  André Breysse
Spectateurs : 5 004
Compositions des équipes
- Angleterre : Entraîneur : Eric Ashton.
- France : Alain Touchagues - José Moya, Christian Laumond, Michel Naudo, Jean-Pierre Siré - Éric Waligunda (o), Guy Alard (m) - Delphin Castanon, André Malacamp, Henri Daniel, Didier Hermet, Charles Zalduendo, Michel Maïque - Entraîneur : Louis Bonnery et Roger Garrigue

La France ne procède à aucun remplacement.
| Rang | Nation         | Points | Diff |
| ---- | -------------- | ------ | ---- |
| 1    | Angleterre     | 4      | + 14 |
| 2    | France         | 2      | + 2  |
| 3    | Pays de Galles | 0      | - 15 |